# Codophila sulcata
Codophila sulcata är en insektsart som först beskrevs av Van Duzee 1918.  Codophila sulcata ingår i släktet Codophila och familjen bärfisar. Inga underarter finns listade i Catalogue of Life.